# BASIC-Computer-Spiele

Schriftzug vom Band 1

BASIC-Computer-Spiele (im Original Basic Computer Games) ist eine von David H. Ahl herausgegebene Buchreihe, deren erster Titel 1973 von Digital Equipment veröffentlicht wurde. Der Inhalt besteht aus vielen Programmausdrucken (Listings) in der Programmiersprache BASIC. Der Herausgeber war der spätere Gründer des Computermagazins Creative Computing.
Es gab Fortsetzungen und Ausgaben für verschiedene Plattformen (Mikrocomputer, DEC-Großrechner und TRS-80) sowie Übersetzungen ins Deutsche, Dänische und Französische.
Basic Computer Games war das erste Computerbuch, das sich mehr als eine Million Mal verkauft hat.

## Überblick
Die Bücher beinhalten Tipps zur Anpassung an systemspezifische BASIC-Dialekte sowie die jeweiligen Probedurchläufe. Die Spielprogramme können einzeln abgetippt und auf einem externen Datenträger z. B. per Datasette abgespeichert werden. Lauffähig sind sie auf den meisten Heimcomputern. Derartige Listings aus Büchern und Zeitschriften sind erheblich preiswerter als kommerzielle Einzeltitel z. B. auf Cassetten oder Modulen. Zusätzlich erhält der Programmierer einen Lerneffekt und hat die Möglichkeit der Programmanpassung.
Die deutschen Ausgaben, Format etwa DIN A4, sind normal gebunden, jedoch quer gedruckt, nachdem den Übersetzern die Originalvorlage immer zusammenklappte. Das Buch wird also um 90° nach rechts gedreht. Die Listings erstrecken sich somit auf beiden Seiten, wobei diese in 2 Spalten aufgeteilt sind. Gelesen wird erst die linke Spalte/Hälfte auf beiden Seiten herunter.

## Spieltitel

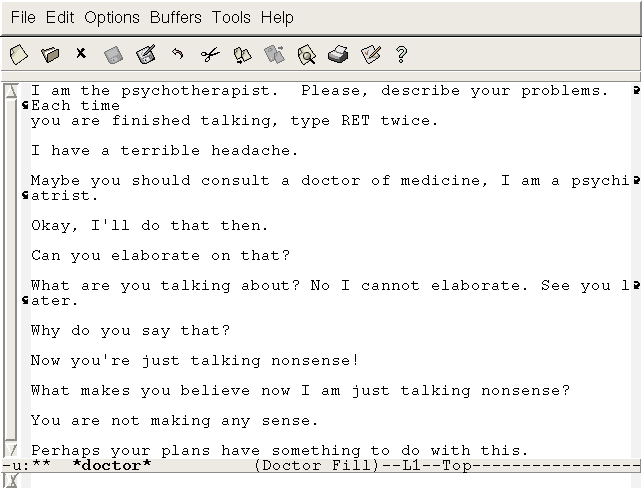
ELIZA (hier in EMACS)

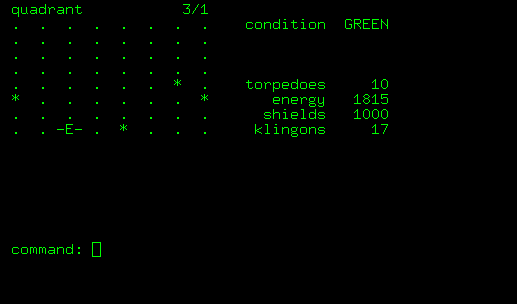
Star Trek (ähnliche Version)

Die Spiele reichen von einfachen Quiz-, Karten- und Brettspielen, bis hin zu Simulationsspielen und Programmen mit Künstlicher Intelligenz.
Die Grafik, sofern vorhanden, existiert nur als ASCII-Art, damit sie auf allen Systemen lauffähig ist. Mit einigem Aufwand kann diese jedoch verbessert werden, da das entscheidende die BASIC-Routinen und Formeln sind. Berücksichtigt werden muss auch die maximale Anzahl der Spalten, die der Computer darstellen kann. Ausgegangen wird normalerweise von 40 Zeichen pro Zeile. Einige umfangreiche Spiele benötigen mehr als 5 KiB RAM. Nachfolgend einige bekannte Spiele:
- Bürgerkrieg – Computer-Strategiespiel
- Dichter (Zufallsgedicht)
- ELIZA – Joseph Weizenbaums frühe Implementierung eines Chatterbots, der nach den Regeln eines therapeutischen Gesprächs reagiert
- Flipperautomat ASCII-Grafik, allerdings keine flüssige Ausgabe, sondern mit Texteingaben
- Game of Life – John H. Conways Automat auf einem 70×24-Spielfeld
- Golf
- Hamurabi – Wirtschaftssimulation
- Hunt the Wumpus
- Irrgartenerstellung
- Kegeln
- L-Spiel
- Lunar Lander – Drei Varianten zur Simulation einer Mondlandefähre
- Mastermind
- Poker
- Roulette
- Super Star Trek
- Tennis (ohne Grafik)
- Türme von Hanoi

Bei Sportspielen und Simulationen müssen verschiedene Parameter, wie Zielrichtung, Schlägerauswahl oder Winkel eingegeben werden. Die Ausgabe erscheint als deutscher Text mit zum Teil menschlichen Kommentaren. Bei Grafikspielen wird nach jedem Spielzug die Grafik entsprechend aktualisiert.
Auf modernen Rechnern können die Spiele ohne größere Anpassungen beispielsweise mit Vintage BASIC ausgeführt werden.

## Ausgaben

### 101 Basic Computer Games
Diese von Ahl herausgegebenen Programmsammlung erschien im Juli 1973 bei Digital Equipment Corporation. Ahl war seit 1970 bei Digital angestellt und überzeugt, dass bei Anwendern Interesse an einer solchen Spielesammlung bestünde. 1971 startete er einen Aufruf an alle Kunden, dass sie Spielprogramme einsenden sollten. Aus dem Einsendungen wählte Ahl 90 Spiele aus und fügte 11 Spiele, die er selbst programmiert hatte, hinzu. Die Programme waren in sechs verschiedenen BASIC-Dialekten geschrieben.
- 101 Basic Computer Games. Digital Equipment Corporation, Maynard, Massachusetts 1973, 249 Seiten, illustriert, keine ISBN

### Basic Computer Games – Microcomputer Edition
Diese erweiterte zweibändige Ausgabe erschien ab 1978. Band 1 enthält im Wesentlichen die Programme aus 101 Basic Computer Games. Band 2 mit dem vorangestellten Titelzusatz „more“ enthält 84 neue Spielprogramme und eine Einführung von Chris Cerf.
Als Ahl 1974 Digital verließ, erhielt er die Erlaubnis, die Programmsammlung neu zu veröffentlichen, solange dies unter einem anderen Titel geschah. Fast alle Programme wurden von Steve North nach Microsofts Altair BASIC Revision 4 portiert und auf einem Altair 8800 mit 16K RAM getestet. Die Programme, die nicht nach Altair-BASIC konvertiert werden konnten, oder für die sich der Aufwand nicht lohnte, wurden durch neue Programme ersetzt.
Die Listings wurden an einem Model-43-Terminal von Teletype ausgedruckt. Dieser Terminal-Typ hat einen Nadeldrucker, der Text in nichtproportionaler Schrift mit einer Zeichenmatrix von 7×9 Punkten und einer Zeichendichte von 13,2 Zeichen pro Zoll ausgibt. Diese Ausdrucke wurden auf 64 % verkleinert.
Die Bände wurden von George Beker illustriert. Viele seiner Zeichnungen greifen konkrete Spielinhalte auf und setzen sie humorvoll mit anthropomorphen Robotern um. Zumindest der erste Band erschien auch in einer von Sandy Dean illustrierten Variante.
Die Bücher erschienen in weitgehend identischer Ausführung in zwei Verlagen:  Creative Computing Press und Workman Publishing.
- Basic Computer Games. Microcomputer Edition.
Copyright 1978. First Printing October 1978. Workman Publishing: New York. ISBN 0-89480-052-3[7]
Creative Computing Press: Morristown, New Jersey 1978. ISBN 0-916688-07-0
- More Basic Computer Games. Microcomputer Edition.
Copyright 1979. First Printing June 1980. Workman Publishing: New York. ISBN 0-89480-137-6[8]
 Creative Computing Press: Morristown, New Jersey 1979. ISBN 0-916688-09-7

### Basic Computer Games – TRS-80 Edition
- Basic Computer Games. TRS-80 Edition. Illustriert von Sandy Dean. – Hours of entertainment from 102 programmable games designed for use with the Radio Shack TRS-80
1979. Radio Shack Catalogue No 62-2005[9]
- Basic Computer Games. TRS-80 Edition. Volume 2. – Hours of entertainment from 84 programmable games designed for use with the Radio Shack TRS-80.
Creative Computing Press: Morristown, New Jersey, 1980. Radio Shack Catalogue No. 52-2004. ISBN 0-916688-19-4[10]

## Übersetzungen
Übersetzungen erschienen ab 1982 und verwenden alle die Illustrationen von George Beker.

### Deutsch: BASIC-Computer-Spiele

Deutsche Ausgaben: Band 1 aufgeklappt, darüber Band 2 (Rückseite) und ein Reclam-Buch zum Vergleich

Eine zweibändige deutsche Ausgabe mit 101 bzw. 84 Spielen erschien 1982 und wurde von Wolfgang J. Black übersetzt. Die Übersetzung ist umfassend und bezieht Bildschirmtexte und einen Teil der Programmnamen mit ein. Weiter sind auch die in Programmen verwendeten Maßeinheiten ins metrische System umgesetzt.
Die Programme wurden mit einem TRS-80 Modell 80 per OK Microline 80 ausgedruckt. Der Ausdruck wurde dann auch hier auf 64 Prozent verkleinert.
- BASIC-Computer-Spiele. Band 1. Sybex, Düsseldorf 1982, ISBN 3-88745-009-4.
- BASIC-Computer-Spiele. Band 2. Sybex, Düsseldorf 1982, ISBN 3-88745-010-8.

### Französisch: Jeux d’ordinateur en BASIC
Eine zweibändige französische Ausgabe erschien 1982. Band 1 enthält 100 Spiele und wurde von Bernard Besse, Isabelle Boyd und Virginie Sumpf übersetzt. Band 2 mit dem vorangestellten Titelzusatz „nouveaux“ enthält 84 Spiele und wurde von Jacques Gourlet übersetzt.
- Jeux d’ordinateur en BASIC. Sybex France, Paris, Frankreich 1982, XIV-173 Seiten, ISBN 2-902414-46-3.
- Nouveaux jeux d’ordinateur en BASIC. Sybex France, Paris, Frankreich 1982, XI-185 Seiten, ISBN 2-902414-47-1.

### Dänisch: Basic computerspil
In Dänemark erschien der erste Titel – auf drei Bände verteilt – 1986. Übersetzung, Bearbeitung und Programmierung: Christian Borup.
- Basic computerspil. Bind 1. Borgen, Valby, Dänemark 1986, 77 Seiten, ISBN 87-418-7419-6.
- Basic computerspil. Bind 2. Borgen, Valby, Dänemark 1986, 75 Seiten, ISBN 87-418-7685-7.
- Basic computerspil. Bind 3. Borgen, Valby, Dänemark 1986, 76 Seiten, ISBN 87-418-7686-5.

## Andere Datenträger
Zudem erschienen manche Spiele für verschiedene Systeme auch direkt auf Cassetten und Disketten.

## Weitere Veröffentlichungen

### Big Computer Games
- 1984, 12 Spiele, ISBN 0-916688-40-2